# William Lyon Mackenzie
Pour les articles homonymes, voir William Mackenzie (homonymie) et Mackenzie.
À ne pas confondre avec le premier ministre: William Lyon Mackenzie King, son petit-fils
 (février 2019).
Si vous disposez d'ouvrages ou d'articles de référence ou si vous connaissez des sites web de qualité traitant du thème abordé ici, merci de compléter l'article en donnant les références utiles à sa vérifiabilité et en les liant à la section « Notes et références ».
William Lyon Mackenzie (12 mars 1795 – 28 août 1861) est un journaliste et homme politique écossais-canadien. Premier maire de Toronto, il est connu surtout pour sa tentative de rébellion avortée au Haut-Canada durant les rébellions de 1837.

## Biographie

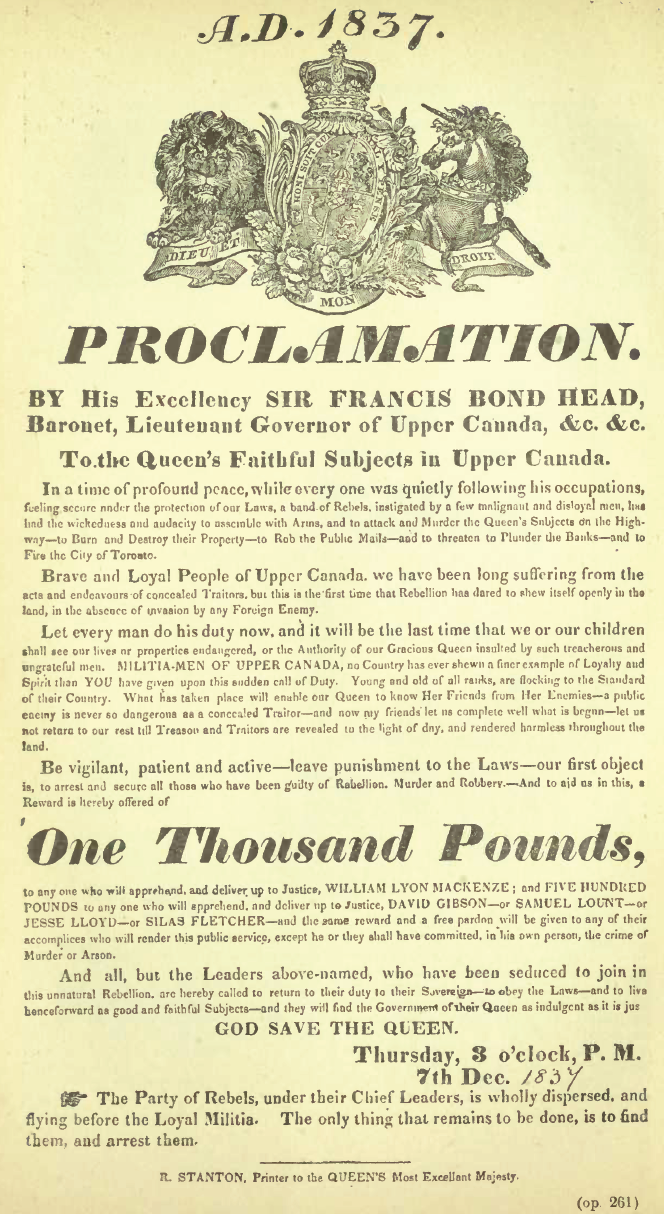
Proclamation pour l'arrestation de William Lyon Mackenzie.

Mackenzie nait à Dundee en Écosse et immigre au Haut-Canada, en 1820. De 1824 à 1834 il fait paraître le journal The Colonial Advocate à York (aujourd'hui Toronto, Ontario), attaquant les membres de la « Family Compact », tous issus des classes supérieures, et qui avaient pris le contrôle du gouvernement. Il utilise son journal comme tribune pour exprimer ses opinions personnelles et celles du Parti réformiste. En réponse à cela, quinze jeunes hommes de familles riches et célèbres de York se rendent à ses bureaux, endommagent sa presse, et jettent ses caisses de caractères typographiques dans le lac Ontario en 1826. En 1828, il est élu à l'Assemblée législative du Haut-Canada, mais il en est exclu cinq fois pour diffamation, étant réélu à chaque fois.
En 1834, il devient le premier maire de Toronto. En 1837, il conduit la Rébellion du Haut-Canada contre Francis Bond Head (en) et la Family Compact, mais ce est rapidement un échec. Mackenzie s'échappe aux États-Unis, où il déclare la république du Canada provisoire sur l'île Navy sur la rivière Niagara. Il est, par la suite, emprisonné aux États-Unis pour sa participation à l'affaire du Caroline. Une amnistie lui permet de rentrer au Canada en 1849, il devient membre de l'Assemblée législative de la Province du Canada de 1851 à 1858.
Il meurt à son domicile (82 Bond Street), à Toronto, en 1861, et est enterré dans la nécropole de Toronto. La maison où il vécut les trois dernières années de sa vie est devenue un musée.